# Mobil böngésző

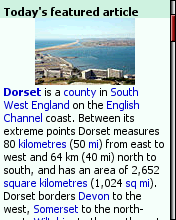
Opera Mini 3 Basic mobil böngésző képe.

A mobil böngésző (más néven microbrowser, minibrowser vagy wireless internet browser (WIB)) speciálisan hordozható, mobil eszközökre készült böngésző (browser), amely lehetővé teszi az internetes böngészést és a html állományok megjelenítését, de nem rendelkezik az összes olyan programfunkcióval, mint az 'asztali' gépeken futó (desktop) böngészők. Mobil eszköz pl. PSP játékkonzol, ezen a Sony NetFront alapú böngészője fut. Egyéb eszközök: PDA, PNA, okostelefonok, mobiltelefonok, játékkonzolok, hordozható médialejátszók és bizonyos netbookok is.
A mobil böngészők működését behatárolja az eszközök kis képernyőmérete, néha kisebb színmélysége, a rendelkezésre álló kezelőszervek, a kisebb memóriakapacitás és a memóriakezelési korlátok, alacsonyabb processzor- és hálózati sebesség és az eszköz operációs rendszerének lehetőségei: a többszálú működés (multithreading) hiánya vagy korlátozott volta.
A mobil böngészők eleinte és rendszerint csökkentett képességű webböngészők voltak, de újabban néhány mobil böngésző már képes kezelni a frissebb technológiákat is, mint CSS 2.1, JavaScript és Ajax.

## Alkalmazott technológia
A mobil browserek általában mobiltelefon-hálózathoz kapcsolódnak, de egyre több eszköz képes vezetéknélküli LAN kapcsolatot használni.
Az alkalmazott protokoll szabványos TCP/IP feletti HTTP, WAP 1.x vagy WAP 2.0,
a tartalomleíró nyelvek általában WML, HTML vagy XHTML MP (XHTML Mobile Profile).
A mobil böngészők első generációja nem volt képes a hagyományos webszerverekhez kapcsolódni HTTP protokollon keresztül, ehelyett mobilhálózaton, WAP protokollt használva kapcsolódott a szerverekhez, amelyek kifejezetten a mobil böngésző számára szerkesztett tartalmat szolgáltattak.
A tartalom leírónyelve lehetett WML, HDML (Handheld Device Markup Language, WAP 1.3 esetén), vagy XHTML (WAP 2.0) – ezeket a nyelveket a kisebb sávszélesség figyelembevételével igyekeztek kialakítani.
A japán DoCoMo cég I-mode szolgáltatása a WAP-hoz hasonlóan konvertált tartalmat szolgáltat, de az internetes szabványok nagyobb részét támogatja. A szolgáltatás a cég saját protokolljai mellett az i-mode HTML-en alapul, ami a C-HTML (Compact HTML, redukált HTML verzió) egy változata.
A WAP 2.0 szabvány magában foglalja a XHTML Mobile Profile leírónyelvet a WAP CSS stílusokkal kibővítve – ezek a W3C szabványok szűkebb változatai –, lefelé kompatibilis a WAP 1.x szabvánnyal és tartalmaz még néhány kisebb bővítményt a mobil környezethez.
Az újabb mobil böngészők a WML, i-mode HTML, v. cHTML technológiák mellett már képesek HTML, CSS, ECMAScript/JavaScript, SVG, Flash kezelésére, és bizonyos esetekben a pluginok használatára is.

## A kezdetek
A WAP, a DoCoMo i-mode és az Openwave HDML technológiák felkeltették az érdeklődést a vezetéknélküli adatszolgáltatás iránt.
Az első szélesebb körben terjesztett mobil böngésző feltehetőleg 1997-ből származik: 1997 augusztusában az Unwired Planet – későbbi nevén Openwave – bejelentette az UP.Browser nevű HDML alapú mobil böngészőjét, amellyel a mobil eszközök piacát (ill. az AT&T Wireless, Bell Atlantic Mobile és GTE Wireless szolgáltatókat) célozta meg.
Az STNC Ltd. brit társaság fejlesztette ki a HitchHiker mobil böngésző platformot demonstrációs célokra, majd 1997-ben bemutatta az eszköz felhasználói felületét és a licencelhető komponenskönyvtárat. A mobil böngésző demonstrációs platformjának (Webwalker) feldolgozási teljesítménye 1 MIPS volt. Ez egy egymagos platform volt, a GSM stack ugyanazon a processzoron futott, mint az applikációs stack. 1999-ben a Microsoft felvásárolta az STNC-t, ezután a HitchHiker a Microsoft Mobile Explorer (MME) 2.0 verziójává lépett elő, a primitívebb 1.0 verzió fejlesztésével felhagytak.
A HitchHiker valószínűleg az első, egységes megjelenítési modellel rendelkező mobil böngésző, amely egy kliensen belül képes a HTML, WAP, EcmaScript, WMLScript, POP3 és IMAP levelezés (formátumok, scriptnyelvek és protokollok) kezelésére. Ez a browser képes volt (bár ez a lehetőség nem lett kihasználva) akár vegyes HTML és WAP formátumú adatok megjelenítésére, ami más platformon nem volt lehetséges. A HitchHiker szolgált az Amstrad cég balvégzetű e-m@iler szupertelefonjainak operációs rendszereként. A Mobile Explorer 2.0 a Benefon Q, Sony CMD-Z5, CMD-J5, CMD-MZ5, CMD-J6, CMD-Z7, CMD-J7 és CMD-J70 készülékekben volt telepítve.
PalmOS rendszerekben igen sikeres volt az eredetileg a japán Kazuho Oku által 1997-ben fejlesztett (freeware, majd shareware) Palmscape – később Xiino – böngésző.
A Palmscape / Xiino további fejlesztése a tulajdonos céggel (MobiRus) együtt 2004-2005 körül megszűnt, de a browser még mindig népszerű (2008).
A 2001-ben kibocsátott Mobile Explorer 3.0 már tartalmazta az iMode kompatibilitást (cHTML), valamint számos védett technikát.
Ezeket ötvözve a WAP technológiával képes volt adatbázis-szinkronizálásra, push üzenetek és PIM (Personal information management, személyes adatkezelési) feladatok ellátására is. A MME 3.0 a Sony Ericsson CMD-Z700 modelljében működött. A Mobile Explorer fejlesztése 2002 közepén megszűnt.
Az Opera Software saját újítása az ún. Small Screen Rendering (SSR, kisképernyős megjelenítés) és Medium Screen Rendering (MSR, közepes-képernyős megjelenítés) technológia (2003).
Ennek segítségével az Opera képes a szokásos weboldalak átrendezésére és megjelenítésére úgy, hogy azok a lehető legjobban igazodjanak a mobil eszközök és PDA-k kisebb képernyőméreteihez.
Az Opera volt egyben az első széles körben elérhető mobil böngésző, ami támogatta az Ajax technikát és az első mobil böngésző, amely teljesítette az Acid2 tesztet. (Acid, Acid2)

## Népszerű mobil böngészők
Nem tartoznak  ide a web-alapú emulátorok, amelyek egy "virtuális kézi készüléken" jelenítik meg a WAP oldalakat a számítógép képernyőjén. Ezek általában HTML átkódolók, ilyenek pl. a Wapjag, TT, Waptiger és Superwap.
A mobil böngészők felsorolását lásd az alábbi táblázatban. Néhány közülük valóban csak miniatűr platformokon elérhető, másoknak létezik asztali (desktop) és hordozható (laptop) számítógépeken is működő változataik.

### A főbb mobiltelefon- és PDA-szállítók böngészői
| Böngésző                                          | Alkotó              | FLOSS | Böngészőmotor                        | Licenc              | Megjegyzés                                                                           |
| ------------------------------------------------- | ------------------- | ----- | ------------------------------------ | ------------------- | ------------------------------------------------------------------------------------ |
| Kindle Basic Web                                  | Amazon.com          | nem   | NetFront                             | magán               | -                                                                                    |
| Android browser                                   | Google              | igen  | WebKit                               | Apache 2.0 és GPLv2 | -                                                                                    |
| BlackBerry Browser                                | Research in Motion  | nem   | Mango                                | magán               | -                                                                                    |
| Blazer                                            | Palm                | nem   | NetFront                             | magán               | Palm OS alatt, újabb Palm készülékeken: Palm Trēo és PDA-k                           |
| Danger browser                                    | Danger              | nem   | -                                    | magán               | minden Danger által tervezett eszközön, T-Mobile Sidekick-en is                      |
| Embider                                           | Infraware           | nem   | -                                    | magán               | Archiválva 2009. április 30-i dátummal a Wayback Machine-ben                         |
| Fennec                                            | Mozilla             | igen  | Gecko                                | ?                   | jelenleg béta állapotban, csak Nokia N800/N810 készülékekre.                         |
| Internet Explorer Mobile                          | Microsoft           | nem   | -                                    | magán               | -                                                                                    |
| Iris Browser                                      | Torch Mobile Inc.   | ?     | WebKit                               | ?                   | Linux/Qt és Windows Mobile                                                           |
| jB5 Mobile Browser                                | Jataayu Software    | ?     | ?                                    | ?                   | elérhető: Symbian Series 60, Windows Mobile és Linux                                 |
| Myriad Browser (előzőleg Openwave Mobile Browser) | Myriad Group        | nem   | Fugu (további verziókban már WebKit) | magán               | Openwave-től vásárolva 2008-ban                                                      |
| NetFront                                          | ACCESS Co., Ltd.    | nem   | NetFront                             | magán               | -                                                                                    |
| Nokia Series 40 Browser                           | Nokia               | nem   | -                                    | magán               | -                                                                                    |
| Novarra nWeb                                      | Novarra             | nem   | -                                    | magán               | -                                                                                    |
| Obigo Browser                                     | Obigo AB            | nem   | -                                    | magán               | 100% tulajdonos: Teleca AB                                                           |
| Opera Mobile                                      | Opera Software      | nem   | Presto                               | magán               | képes HTML-t olvasni és újraformázni kis képernyőkön, sok mobiltelefonon installálva |
| Picsel Browser                                    | Picsel Technologies | nem   | -                                    | magán               | -                                                                                    |
| PlayStation Portable webböngésző                  | Sony                | nem   | NetFront                             | magán               | -                                                                                    |
| Safari                                            | Apple Inc.          | nem   | WebKit                               | magán               | iPhone, iPod touch, iPad készülékeken                                                |
| Symphony                                          | Motorola            | ?     | WebKit                               | ?                   | MOTOMAGX-on                                                                          |
| Wapaka Browser                                    | Digital Airways     | ?     | ?                                    | ?                   | Java micro-browser                                                                   |
| Web Browser for S60                               | Nokia               | ?     | WebKit                               | ?                   | -                                                                                    |
| Böngésző                                          | Alkotó              | FLOSS | Böngészőmotor                        | Licenc              | Megjegyzés                                                                           |

### Jelentősebb mobil böngészők, megjegyzések
- Internet Explorer Mobile (Windows Mobile OS) – és ennek bővítményei, pl. PIE Plus. Mivel ez a böngésző része a Pocket PC / Windows Mobile platformoknak, ezért nagyon elterjedt, minden ilyen (Windows CE operációs rendszerű) eszközön megtalálható.
- Opera Mobile: Windows Mobile OS-hez, PDA-kra ; Opera Mini: Java alapú, mobiltelefonokra. Népszerű, az Opera Mobile füleket is használ, teljesítménye felülmúlja az IEM-ét.
- ACCESS NetFront browser – különböző platformokra, pl. PDA, PSP, Kindle – az Opera konkurense, szintén füleket használ, a megjelenítése, teljesítménye gyakran jobb, mint az előzőké.
- Blazer (Palm OS alatt)
- Safari (iOS-ben)
- Nintendo DS Browser (Opera alapú, Nintendo DS játékkonzolra)

### Telepíthető mobil böngészők
- Bolt – ingyenes, letölthető, Java alapú browser mobiltelefonokra: termékoldal. Bitstream ThunderHawk technológiát használ, átkódoló. Java MIDP 2 és CLDC 1.0 vagy magasabb szükséges, Java J2ME támogatással rendelkező Palm OS és Windows Mobile 6 alapú PDA-kon is fut. Kb. 2011. december 12-től a szolgáltatása megszűnt (ld.pl. ).
- Bluelark – Bluelark, Handspring Inc. tulajdonban Handspring Acquires Bluelark Systems ... Archiválva 2016. március 10-i dátummal a Wayback Machine-ben
- Deepfish – a Microsoft kísérleti, zoomos felhasználói felületet és szerveroldali formázást (proxy-rendering) használó böngészője. Béta: 2007. március, megszűnt: 2008. szeptember 30.
- Doris – Anygraaf Oy (Vantaa, Finland)
- Fennec – Mozilla, béta(?), Nokia N800/N810 készülékekre, projektlap
- IbisBrowser – Ibis Inc., terméklap, letöltés
- iPanel – iPanel Technologies, Palm OS alatt, terméklap; iPanel Wireless (WAP 2.0 browser)
- jB5 Mobile Browser – Jataayu Software, béta.
- JOCA – InteracT!V, ingyenes, Java ME alapú proxy-rendering szoftver.
- Links2 – PlayStation Portable játékkonzol, homebrew, telepítéséhez custom firmware szükséges, Links 2.1-pre23 PSP Stand Alone And Plugin Release r1261 Archiválva 2008. április 19-i dátummal a Wayback Machine-ben
- Minimo – Mozilla, Gecko alapú, fejlesztése megszűnt.

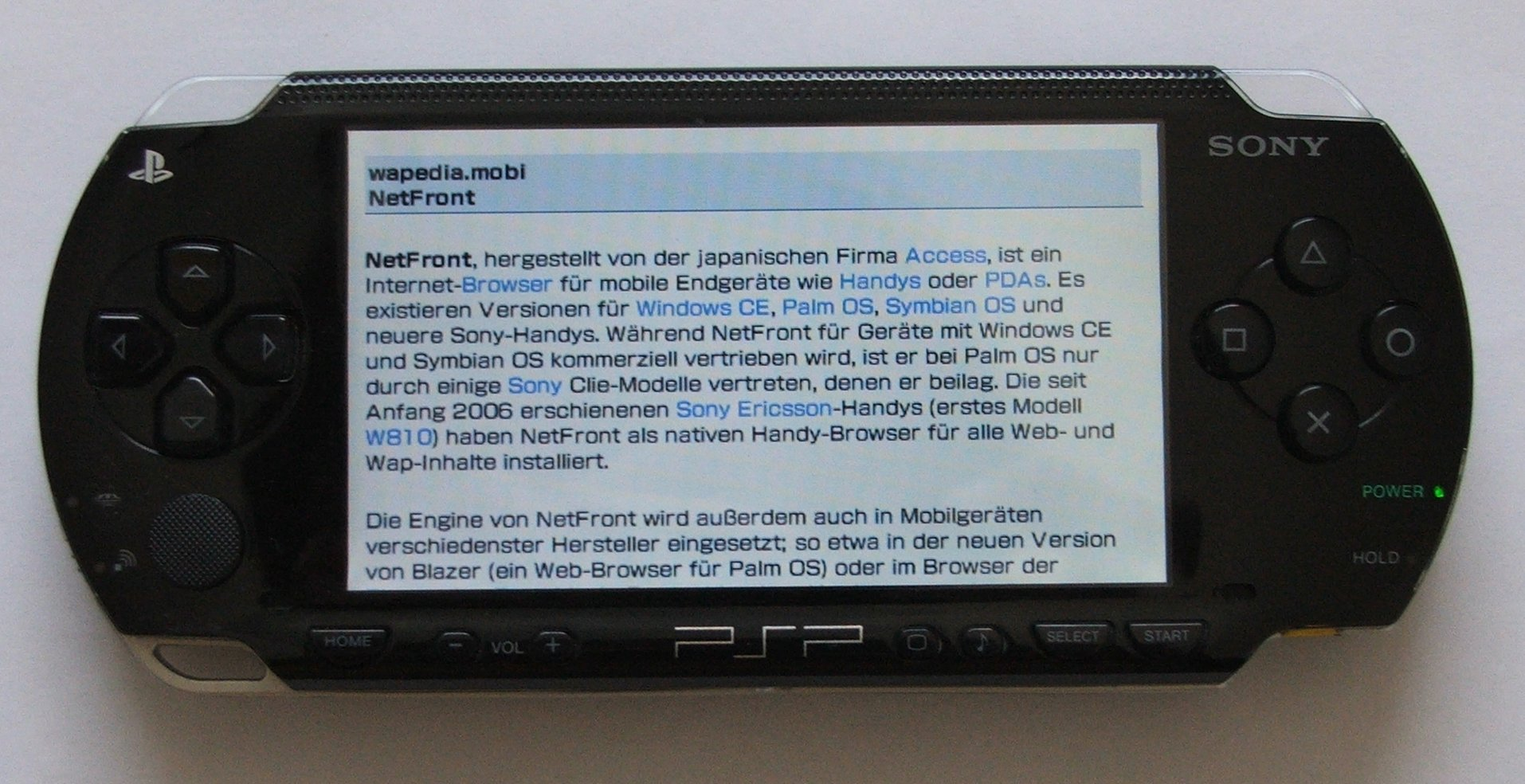
A PSP NetFront-alapú webböngészője

- NetFront – ACCESS Co., NetFront™ Browser v3.5 ismertető; NetFront alapú browserek léteznek különböző PDA-kra, PSP, Kindle eszközökre.
- Opera Mini – Opera Software, az asztali Opera több tulajdonságát támogatja, de a gyengébb mobil eszközökön is fut, a memóriaigényes megjelenítési feladatokat proxy (serveren futó Opera Mobile) végezheti; Java alapú, mobiltelefonokra, Java támogatással rendelkező Palm OS és Blackberry készülékeken is fut.
- Opera Mobile – Opera Software, támogatja a desktop böngészők összes modern szabványát (pl. XHTML, CSS2, Ajax), fejlett Small Screen Rendering technikával jeleníti meg a weboldalakat kis képernyőn; Windows Mobile OS-hez, PDA-kra
- PIEPlus – a ReenSoft PIEPlus a Pocket Internet Explorer / Internet Explorer Mobile kiegészítője, pl. lehetővé teszi fülek használatát, teljesképernyős megjelenítést, stb. Platformok: Pocket PC 2000, 2003, Windows Mobile 5.
- Pixo – hajdani WAP browser, ld. silicon.com, 2000; a céget 2003-ban felvásárolta a Sun.
- PocketWeb – tlogic.de (Heidelberg, Németország), terméklap
- RocketBrowser – Rocket Mobile, Inc. (Silicon Valley, CA).
- SAS
- Skweezer – Skweezer, Inc., mobil html átkódoló (transcoder) szolgáltatás: weboldalak átformázása, tömörítése és mobil böngészőhöz való optimalizálása, szerveroldali szoftver.
- Skyfire – Skyfire Labs, nyílt béta, Flash és Ajax támogatás, asztali / PC stílusú böngészés.
- Stanford Power Browser – a Stanford InfoLab által kb. 1999-2000-ben fejlesztett kísérleti, oktatási célokat szolgáló böngésző.
- Steel – Java alapú böngésző Android platformra; az Android WebKit böngészőmotorját használja.
- Teashark – ingyenes Java alapú browser, asztali böngésző elrendezést nyújt,
- ThunderHawk – Bitstream Inc. (Cambridge, MA); platformok: Java/J2ME, Symbian, Windows Mobile; termékoldal.
- Iris Browser – Torchmobile, leírás, Windows Mobile, Windows CE, Qt és Qtopia platformokon, WebKit alapú.
- UCWEB – UCWEB Technology
- Universe – OpenMobl Systems, Palm OS, fejlesztői oldal,Universe letöltés (2008 július)
- Webby Mobile – AnOriginalIdea
- WebViewer – Reqwireless, ingyenes Java alapú böngésző
- WinWAP – Winwap Technologies, terméklap
- Xiino – Palm OS rendszerű PDA-khoz (Treo, Zire); gyors és szép böngésző, utolsó elérhető verziója: Xiino 3.4.1E (2005)

### Mobil HTML átkódolók
A mobil átkódolók (angolul transcoder) újraformázzák és tömörítik a webes tartalmat a mobil eszközök számára, együttműködnek a mobil eszközön (gyárilag vagy egyénileg) telepített böngészőkkel. Az alábbiak a legelterjedtebb mobil átkódoló szolgáltatások:
- Skweezer – Orange, Etisalat, JumpTap, Medio, Miva, és egyéb hálózatokon.
- Teashark
- Opera Mini